# لويس مارسيلو دوران
لويس مارسيلو دوران (بالإسبانية: Luís Marcelo Durán)‏ (31 أغسطس 1974 - ) هو لاعب كرة قدم أوروغواني في مركز الهجوم. لعب مع سنترال إسبانيول.

## وصلات خارجية
- لويس مارسيلو دوران على موقع قاعدة بيانات كرة القدم.إي يو (الإنجليزية)